# Manuel Gutiérrez Mellado
Manuel Gutiérrez Mellado (Madrid, 30 d'abril de 1912 - Alcolea del Pinar, 15 de desembre de 1995) va ser un militar espanyol, figura molt important durant la Transició espanyola.

## Biografia
Va néixer el 30 d'abril de 1912 a la ciutat de Madrid. Militar de vocació va ingressar als disset anys a l'Acadèmia Militar de Saragossa. Va lluitar a la Guerra Civil (1936-1939) en el bàndol nacional, sent empresonat diverses vegades, com a agent clandestí de la rereguarda madrilenya.
Impactat per la defunció del fill d'un amic que no va poder abandonar el món de les drogues, va decidir ajudar en la resolució del problema, i va crear el 1986 la Fundació d'Ajuda contra la Drogoaddicció (FAD). En vida el rei Joan Carles I li concedí el títol nobiliari de Marquès de Gutiérrez Mellado.
Va morir el 15 de desembre de 1995 en un accident de trànsit a Alcolea del Pinar, població situada a la província de Guadalajara, a l'autovia que uneix les ciutats de Madrid i Barcelona, quan acudia a un acte de la FAD.

## Carrera militar
Va arribar el rang de general l'any 1970 i el de general de divisió el 1973. El juny de 1975 se li va encomanar la Comandància General i el càrrec de Delegat del Govern de Ceuta. Ascendit a tinent general, va ser nomenat capità general de la VII regió el març de 1976. Al juny d'aquest mateix any va ser nomenat cap de l'Estat Major Central.
El 1994 va ser nomenat Capità General de l'Exèrcit amb caràcter honorífic.

## Activitat política
Escollit diputat al Congrés el novembre de l'any 1971, el setembre de 1976 va passar a ocupar la Vicepresidència Primera del Govern i el Ministeri de Defensa, continuant amb aquest càrrec després de les eleccions generals del 15 de juny de 1977 sota la presidència d'Adolfo Suárez. Element clau de la transició espanyola, va tractar de mantenir a les forces armades allunyades de la tensió política que es respirava en aquells dies.
Després de les eleccions generals de 1979 continuà amb la Vicepresidència primera per a Assumptes de la Seguretat i Defensa Nacional en els successius governs de Adolfo Suárez, cedint el Ministeri de Defensa (tot i que com a Vicepresident Primer exercia una notable influència) a Agustín Rodríguez Sahagún. Durant aquesta època va ser titllat per la ultradreta de maçó, i se'l va acusar d'haver actuat com a agent doble durant la Guerra Civil.
La imatge més coneguda de Gutiérrez Mellado es va produir durant el cop d'estat del 23 de febrer de 1981. Aixecant-se del seu escó va anar a demanar explicacions als colpistes; els quals van voler fer-lo caure a terra. Aquesta escena, de diversos guàrdies tractant de reduir a un home de gairebé setanta anys, ha quedat gravada en la memòria de molts espanyols, i simbolitza la irreversibilitat del procés democràtic, més encara quan els guàrdies civils no van aconseguir reduir-lo.